# S-3D (motor de foguete)
O S-3D foi um  motor de foguete de combustível líquido desenvolvido pela Rocketdyne entre 1956 e 1961, para uso nos mísseis PGM-19 Jupiter e PGM-17 Thor e também no foguete Juno II.
O seu desenho foi usado mais tarde como base para os motores H-1 e RZ.2.[carece de fontes?]